# 髙太一
髙 太一（たか たいち、2001年7月26日 - ）は、愛媛県新居浜市出身のプロ野球選手（投手）。左投左打。広島東洋カープ所属。

## 経歴

### プロ入り前
新居浜市立船木小学校で2年生の時に船木パイレーツで野球を始め、新居浜市立船木中学校在学時は硬式野球のクラブチームである今治中央ボーイズでプレーしていた。
広陵高等学校では同学年の河野佳がエースを務めていた一方で自身は控え投手であり、3年春に出場した第91回選抜高等学校野球大会では東邦との2回戦で0-12と大量リードを許した8回途中から救援登板し無失点に抑えたが、チームはそのまま敗れた。同級生には河野の他に、石原勇輝が、1学年下に宗山塁と渡部聖弥がおり、渡部とは後の大阪商業大学でもチームメイトになる。
高校卒業後は大阪商業大学へ進学。4年間で体重を10kg増やし、球速を15km/h以上伸ばして最速151km/hを計測した。野球部の同期には上田大河がいる。
2023年10月26日に開催されたドラフト会議にて、広島東洋カープから2位指名を受け、11月29日に、契約金7000万円、年俸1200万円で入団に合意（金額は推定）。背番号は22。高校時代のチームメイトだった河野とは再び同じチームでプレーすることになった。

### 広島時代
2024年、シーズン最終戦である10月5日対東京ヤクルトスワローズ戦（マツダスタジアム）の6回表から3番手でプロ一軍初登板、2イニング1安打1四球2三振の内容で無失点に抑え、プロ初ホールドを記録した。
2025年は二軍調整が続いていたが、8月2日の中日ドラゴンズ戦にてプロ初先発。6回1失点と試合を作ると降板直後にチームが逆転し、そのまま勝利したためプロ初先発初勝利を挙げた。続く8日の同戦（バンテリンドーム ナゴヤ）では白星こそつかなかったものの7回無失点と好投した。同10日に登録を抹消された。

## 人物
父親の影響もあり、幼少期から大の広島カープファンである。

## 詳細情報

### 年度別投手成績
| 年 度     | 球 団     | 登 板 | 先 発 | 完 投 | 完 封 | 無 四 球 | 勝 利 | 敗 戦 | セ 丨 ブ | ホ 丨 ル ド | 勝 率 | 打 者 | 投 球 回 | 被 安 打 | 被 本 塁 打 | 与 四 球 | 敬 遠 | 与 死 球 | 奪 三 振 | 暴 投 | ボ 丨 ク | 失 点 | 自 責 点 | 防 御 率 | W H I P |
| --------- | --------- | ----- | ----- | ----- | ----- | -------- | ----- | ----- | -------- | ----------- | ----- | ----- | -------- | -------- | ----------- | -------- | ----- | -------- | -------- | ----- | -------- | ----- | -------- | -------- | ------- |
| 2024      | 広島      | 1     | 0     | 0     | 0     | 0        | 0     | 0     | 0        | 1           | ----  | 8     | 2.0      | 1        | 0           | 1        | 0     | 0        | 2        | 0     | 0        | 0     | 0        | 0.00     | 1.00    |
| 通算：1年 | 通算：1年 | 1     | 0     | 0     | 0     | 0        | 0     | 0     | 0        | 1           | ----  | 8     | 2.0      | 1        | 0           | 1        | 0     | 0        | 2        | 0     | 0        | 0     | 0        | 0.00     | 1.00    |

- 2024年度シーズン終了時

### 年度別守備成績
| 年 度 | 球 団 | 投手  | 投手  | 投手  | 投手  | 投手  | 投手     |
| 年 度 | 球 団 | 試 合 | 刺 殺 | 補 殺 | 失 策 | 併 殺 | 守 備 率 |
| ----- | ----- | ----- | ----- | ----- | ----- | ----- | -------- |
| 2024  | 広島  | 1     | 0     | 2     | 0     | 0     | 1.000    |
| 通算  | 通算  | 1     | 0     | 2     | 0     | 0     | 1.000    |

- 2024年度シーズン終了時

### 記録

#### 初記録
投手記録
- 初登板・初ホールド：2024年10月5日、対東京ヤクルトスワローズ25回戦（MAZDA Zoom-Zoom スタジアム広島）、6回表に3番手で救援登板、2回無失点[10]
- 初奪三振：同上、6回表に奥川恭伸から空振り三振
- 初先発登板・初勝利・初先発勝利：2025年8月1日、対中日ドラゴンズ15回戦（MAZDA Zoom-Zoom スタジアム広島）、6回1失点[14]

打者記録
- 初打席：2025年8月1日、対中日ドラゴンズ15回戦（MAZDA Zoom-Zoom スタジアム広島）、3回裏ににカイル・マラーから三邪飛

### 背番号
- 22（2024年[9] - ）